# Dc Talk
Dc Talk is een Amerikaanse christelijke muziekgroep, die eind jaren 80 opgericht werd door Toby McKeehan (Toby Mac). Hun eerste albums bevatten vooral hiphopnummers. In het midden van de jaren 90 begonnen ze meer rock te spelen. Hoewel de groep nooit officieel uit elkaar is gegaan, zijn de drie leden tegenwoordig bezig met hun eigen soloprojecten.
Dc Talk heeft twee keer in Nederland opgetreden. In 1990 op het Flevo Festival, en in 1996 in de Statenhal in Den Haag, samen met onder andere Michael W. Smith.

## Geschiedenis
De geschiedenis van de groep voert terug tot eind jaren 80, wanneer rapper/zanger Toby McKeehan (Toby Mac) christelijke hiphop begint te maken onder de naam Caucatalk. Op de Liberty universiteit leert hij Kevin Max Smith (Kevin Max) en Michael Tait kennen en wordt dc Talk opgericht. De naam staat voor Decent Christian Talk, zoals in de tekst van het nummer "Time Ta Jam" van het eerste album wordt uitgelegd.
Het eerste album dc Talk wordt in 1989 door Forefront Records uitgebracht. Het volgende album Nu Thang (1990), krijgt aandacht door de hiphop/pop-stijl in de lijn van MC Hammer en de Fresh Prince. 
Het derde album Free At Last (1992), wordt een enorm succes en is bekend vanwege de vooruitstrevende mix van hiphop met pop, rock en gospel. De groep is op dat moment een gevestigde naam in de christelijke muziekwereld.
Het bekendste werk echter, was het vierde album Jesus Freak (1995), waarop een totaal ander pop-rock-geluid te horen was en de hiphop nog maar spaarzaam terug te vinden was. De muziek lag nu meer in de lijn van bands als Nirvana en de Red Hot Chili Peppers. Van dit album zijn meer dan 2 miljoen exemplaren over de toonbank gegaan.
Het laatste album Supernatural (1998), bracht niet het succes van de twee eerdere albums, maar kende toch nog enkele hits, zoals "Consume Me" & "My Friend (So Long)". In het album werd deels verdergegaan op de Jesus Freak stijl (in nummers als "Supernatural"), maar er werden ook nieuwe wegen ingeslagen. Het album bevatte ook de rijke, symphonische power ballad "Red Letters".

## Soloprojecten
In 2000 kondigde het trio aan dat ze zich bezig wilden gaan houden met soloprojecten. Toch kon de band het niet laten om samen te komen.
Zo werd er in september 2001 door dc Talk een single uitgebracht naar aanleiding van de aanslagen van 11 september, getiteld "Let's Roll". Ook op een solo-cd van Tobymac is er een nummer te horen waar het drietal samen zingt (Atmosphere). Geruchten doen al sinds 2000 de ronde over een mogelijke reünie, maar vooral Kevin Max ontkent deze geruchten.
Tobymac heeft elf solo-cd's opgenomen:
- 2001 - Momentum
- 2003 - ReMix: Momentum (remixes van het album Momentum)
- 2004 - Welcome to Diverse City
- 2005 - Renovating Diverse City (remixes van het album Welcom to Diverse City)
- 2007 - Portable Sounds (verschijningsdatum: 20 februari 2007)
- 2008 - Alive and Transported
- 2010 - Tonight
- 2011 - Christmas in Diverse City
- 2012 - Eye on It
- 2013 - The First Noël (met Owl City)
- 2013 - The Light of Christmas (met Owl City)

Verder heeft Tobymac zijn eigen platenlabel Gotee Records en doet hij veel productiewerk.
Kevin Max heeft vier cd's opgenomen:
- 2005 - Holy Night (kerstalbum)
- 2005 - The Imposter
- 2004 - Between the Fence & the Universe (ep)
- 2001 - Stereotype Be

Tevens schrijft Kevin Max poëzie en boeken.
Michael Tait heeft een eigen band genaamd Tait; zij hebben twee albums opgenomen:
- 2003 - Lose this Life
- 2001 - Empty

Michael Tait heeft ook in de rockopera !Hero gespeeld samen met andere gospelartiesten als T-Bone. Sinds 2009 is Tait actief als zanger van de band Newsboys.

## Bandleden
- Toby McKeehan
- Kevin Max
- Michael Tait

## Discografie
- DC Talk, 1989 (ForeFront/EMD)
- Nu Thang, 1990 (ForeFront/EMD)
- Free at Last, 1992 (ForeFront/EMD)
- Jesus Freak, 1995 (ForeFront/Chordant)
- Welcome to the Freak Show, 1997 (ForeFront/EMD)
- Supernatural, 1998 (Virgin)
- Intermission: the Greatest Hits, 2000 (ForeFront/EMD)
- Solo: Special Edition EP, 2001 (ForeFront/Chordant)
- Free At Last: 10th Anniversary, 2002 (ForeFront/Chordant)

## Filmografie
- Welcome to the Freak Show, 1997
- The Supernatural Experience, 1999
- Free at Last: the Movie, 2002